# STARD6
STARD6 (англ. StAR related lipid transfer domain containing 6) – білок, який кодується однойменним геном, розташованим у людей на довгому плечі 18-ї хромосоми. Довжина поліпептидного ланцюга білка становить 220 амінокислот, а молекулярна маса — 25 022.
| 10         |  | 20         |  | 30         |  | 40         |  | 50         |
| ---------- |  | ---------- |  | ---------- |  | ---------- |  | ---------- |
| MDFKAIAQQT |  | AQEVLGYNRD |  | TSGWKVVKTS |  | KKITVSSKAS |  | RKFHGNLYRV |
| EGIIPESPAK |  | LSDFLYQTGD |  | RITWDKSLQV |  | YNMVHRIDSD |  | TFICHTITQS |
| FAVGSISPRD |  | FIDLVYIKRY |  | EGNMNIISSK |  | SVDFPEYPPS |  | SNYIRGYNHP |
| CGFVCSPMEE |  | NPAYSKLVMF |  | VQTEMRGKLS |  | PSIIEKTMPS |  | NLVNFILNAK |
| DGIKAHRTPS |  | RRGFHHNSHS |  |            |  |            |  |            |

A: Аланін

C: Цистеїн

D: Аспарагінова кислота

E: Глутамінова кислота

F: Фенілаланін

G: Гліцин

H: Гістидин

I: Ізолейцин

K: Лізин

L: Лейцин

M: Метіонін

N: Аспарагін

P: Пролін

Q: Глутамін

R: Аргінін

S: Серин

T: Треонін

V: Валін

W: Триптофан

Задіяний у таких біологічних процесах, як транспорт, транспорт ліпідів. 
Білок має сайт для зв'язування з ліпідами. 